# 陳爰諏
陳爰諏（1588年—1621年），字周伯，雲南雲南府呈貢縣民籍，南直隸揚州府高郵州興化縣人，明朝政治人物。

## 生平
陳爰諏早年出身昆明縣學附學生，是萬曆三十七年（1609年）己酉科雲南鄉試第二十名舉人，三十八年（1610年）中式庚戌科會試第八十八名，三甲第一百七名進士。授西充縣知縣，考績獲得天下循良第四名，入朝任禮部主事，改吏部稽勳司主事，天啟元年（1621年）負責運送明光宗梓宮到慶陵，途中去世，追贈光祿寺少卿，入祀雲南鄉賢祠。

## 家族
曾祖陳常道，嘉靖五年進士，四川按察司副使；祖父陳㫤，教授；父陳宗虞，訓導。母繆氏。弟陳爰謀，萬曆四十年舉人。
妻王氏，封安人，陳爰諏去世後扶櫬回鄉，遇上奢安之亂罵賊而死，年僅十七歲，子陳履忠為崇禎十年（1637年）進士，上疏為母親建坊旌表。